# Pirjo Urpilainen
Pirjo Urpilainen (ur. 25 października 1978 w Kinnula) – fińska biathlonistka, jej największym sukcesem jest 6. miejsce w sztafecie w czasie Mistrzostw Świata w 2003 roku.

## Osiągnięcia

### Mistrzostwa Świata
| Rok  | Miejsce         | IN | SP | PU | MS | RL |
| 2003 | Chanty-Mansyjsk |    | 71 |    |    | 6  |
| 2004 | Oberhof         |    | 44 | 54 |    |    |
| 2007 | Anterselva      | 66 | 65 |    |    | 12 |

### Mistrzostwa Europy
| Rok  | Miejsce           | IN | SP | PU | MS | RL |
| 2001 | Haute Maurienne   | 29 | 37 | 30 |    | 8  |
| 2002 | Kontiolahti       | 36 | 23 | 25 |    | 8  |
| 2006 | Langdorf-Arbersee | 28 | 25 | 30 |    | 7  |

IN – bieg indywidualny, SP – sprint, PU – bieg pościgowy, MS – bieg ze startu wspólnego, RL – sztafeta